# Island Conservation
Island Conservation es una organización sin fines de lucro con la misión de "Restaurar islas para la naturaleza y las personas en todo el mundo." Por lo tanto, Island Conservation ha centrado sus esfuerzos en islas con especies clasificadas como en peligro crítico y en peligro de extinción en la Lista Roja de la Unión Internacional para la Conservación de la Naturaleza (UICN).
Al trabajar en asociación con las comunidades locales, los organismos gubernamentales de gestión y las organizaciones de conservación, Island Conservation elabora planes y lleva a cabo la eliminación de especies exóticas invasoras, y realiza investigaciones de campo para documentar los beneficios del trabajo e informar proyectos futuros.
Se está demostrando que el enfoque de Island Conservation tiene un efecto beneficioso más amplio en los sistemas marinos que rodean las áreas de sus proyectos. Además, actualmente se ha demostrado que la erradicación de vertebrados invasores tiene muchos beneficios además de la conservación de especies. En concreto, se ha comprobado que el enfoque coincide con 13 Objetivos de Desarrollo Sostenible de la ONU y 42 metas asociadas que abarcan la conservación de la biodiversidad marina y terrestre, la promoción de asociaciones locales y globales, el desarrollo económico, la mitigación del cambio climático, la salud y el bienestar de las personas y la producción y el consumo sostenibles.
Hasta la fecha, Island Conservation ha desplegado equipos para proteger 1195 poblaciones de 487 especies y subespecies en 64 islas.
La labor de Island Conservation no está exenta de polémica, como se documenta en el libro Battle at the End of Eden. La restauración de las islas implica retirar poblaciones enteras de una especie invasora. Se plantea la cuestión ética de si la humanidad tiene el derecho de eliminar una especie para salvar otras. Sin embargo, un estudio realizado en 2019 sugiere que si la erradicación de animales invasores se llevara a cabo en solo 169 islas, se mejoraría la perspectiva de supervivencia del 9,4 % de los vertebrados terrestres insulares más amenazados de la Tierra.

## Historia
Island Conservation fue fundada por Bernie Tershy y Don Croll, ambos profesores del Laboratorio Long Marine de la Universidad de California en Santa Cruz (UCSC). Estos científicos se enteraron de la historia de la Isla Clipperton, que había sido visitada por el ornitólogo Ken Stager del Museo de Historia Natural del Condado de Los Ángeles en 1958. Consternado por las depredaciones realizadas por jabalíes en las colonias de piquero pardo y alcatraz enmascarado de la isla (reducidas a 500 y 150 aves, respectivamente), Stager adquirió una escopeta y eliminó a los 58 jabalíes. En 2003, las colonias contaban con 25.000 piqueros marrones y 112.000 piqueros enmascarados, la segunda colonia de piqueros marrones más grande del mundo y la colonia de piqueros enmascarados más grande del mundo.
Gran parte de los primeros enfoques de la organización se centraron en trabajar en México junto con su organización hermana, Conservación de Islas, en el Golfo de California y frente a la costa del Pacífico. Posteriormente, Island Conservation amplió su ámbito geográfico a las islas del Canal de California, la Costa del Pacífico de Canadá, las Islas Aleutianas, las Islas Hawaianas y finalmente al Pacífico, el Caribe y Sudamérica.
Island Conservation tiene una sólida base científica. Más de 160 publicaciones revisadas por pares en revistas importantes como Biological Conservation, Conservation Biology y Proceedings of the National Academy of Sciences han sido de autoría o coautoría del personal y contratistas de Island Conservation.

## Asociaciones
Puesto que Island Conservation no es responsable de la administración de ninguna isla, todos los proyectos se llevan a cabo en asociación con el propietario o administrador de la isla, los usuarios de la misma, las comunidades locales y las autoridades reguladoras. Desde su fundación en 1994, la organización ha desarrollado asociaciones con más de 100 organizaciones. Los socios incluyen organizaciones de conservación, agencias gubernamentales, organismos reguladores, instituciones científicas y consorcios internacionales de conservación. Island Conservation es miembro de la Unión Internacional para la Conservación de la Naturaleza (UICN), Alliance for Zero Extinction, y tiene un Memorando de Entendimiento con el Servicio de Pesca y Vida Silvestre de EE. UU., y BirdLife International, entre otros.

## Consejo Consultivo
La Junta Consultiva fundadora de la organización está integrada por destacados científicos, profesionales y autores en los campos de la biología de la conservación y las especies invasoras, entre ellos Paul Ehrlich, José Sarukhán Kermez, Russell Mittermeier, Harold Mooney, David Quammen, Peter Raven, Michael Soulé, y Edward O. Wilson.

## Programas

### Norteamérica
En esta región, Island Conservation trabaja actualmente en Estados Unidos y Canadá. En los Estados Unidos, el Proyecto de restauración de la Isla Anacapa  finalizó en 2002 y benefició al mérgulo de Scripps, al Mérgulo Sombrío y al ratón venado de Anacapa. En 2006, finalizó el Proyecto de restauración de la isla Lehau, que benefició a la Pardela de Newell y al Albatros de patas negras. Posteriormente, los proyectos realizados incluyen el Proyecto de restauración de la isla Hawadax en 2008, el Proyecto de la isla San Nicolás en 2010 y el Proyecto de restauración de la isla Palmyra en 2011.
Las principales asociaciones del gobierno federal en Norteamérica incluyen el Departamento del Interior de los Estados Unidos, el Servicio de Pesca y Vida Silvestre de los Estados Unidos (USFWS), el Servicio de Parques Nacionales (NPS), el Departamento de Agricultura de los Estados Unidos, el Servicio de Inspección de Sanidad Animal y Vegetal (APHIS), el Centro Nacional de Investigación de Vida Silvestre, la Oficina Nacional de Administración Oceánica y Atmosférica (NOAA), la Agencia de Parques de Canadá y el Departamento de Medio Ambiente y Cambio Climático de Canadá. Island Conservation colabora con las siguientes organizaciones no gubernamentales: Coastal Conservation Association (CA), Bird Studies Canada, American Bird Conservancy, The Nature Conservancy y Conservación de Islas en México.

### Pacífico
Desde 2010, Island Conservation ha contribuido al desarrollo y ejecución de proyectos de restauración de islas en Australia (Isla de Lord Howe e Isla Norfolk), Polinesia Francesa (Proyecto de restauración de Tetiaroa en 2022, Proyecto de restauración del Archipiélago Acteon-Gambier en 2015), Tonga (Isla Late y numerosos islotes pequeños), la República de Palau (incluida la zona del Patrimonio Mundial de la Laguna Sur de las Islas Rock), los Estados Federados de Micronesia (Laguna Ulithi) y Nueva Caledonia (Isla de Walpole). Island Conservation es miembro activo de la Pacific Invasives Partnership. Otras asociaciones clave incluyen el Consejo de Especies Invasoras, BirdLife International, el Departamento de Conservación de Nueva Zelanda, el Programa Regional de Medio Ambiente del Pacífico (SPREP) y la Sociedad Ornitológica de la Polinesia Francesa.

### El Caribe
En esta región, Island Conservation trabaja principalmente en Puerto Rico, el Estado Libre Asociado de las Bahamas y la República Dominicana. En mayo de 2012, Island Conservation y el Bahamas National Trust trabajaron juntos en la eliminación de ratones domésticos invasores de Allen Cay para proteger las especies nativas, entre ellas la iguana de roca de Allen Cays y la Pardela de Audubon. Desde 2008, Island Conservation y el Servicio de Pesca y Vida Silvestre de los Estados Unidos (USFWS) trabajan juntos en la eliminación de vertebrados invasores del Refugio nacional de vida silvestre de Desecheo en Puerto Rico, beneficiando principalmente al cactus Higo Chumbo, a tres reptiles endémicos, a dos invertebrados endémicos y a la recuperación a nivel mundial de importantes colonias de aves marinas de piqueros pardos, piqueros de patas rojas y Charrá embridado. Los trabajos futuros se centrarán en importantes poblaciones de aves marinas, grupos de reptiles clave, como las iguanas de roca de las Indias Occidentales y en la restauración de la Isla de Mona, Alto Velo y los cayos en alta mar del Banco de Puerto Rico y de las Bahamas. Las asociaciones clave incluyen el USFWS, el Departamento de Recursos Naturales y Ambientales (DRNA) de Puerto Rico, el Bahamas National Trust y el Ministerio de Medio Ambiente y Recursos Naturales de la República Dominicana.

### Sudamérica
En esta región, Island Conservation trabaja principalmente en Ecuador y Chile. En Ecuador, el Proyecto de restauración de la Isla Rábida finalizó en 2010. A finales de 2012 se encontró un gecko (Phyllodactylus sp.) durante el seguimiento, que solo se registró a partir de subfósiles con una antigüedad estimada de más de 5700 años. A finales de 2012 también se recolectaron caracoles terrestres endémicos vivos de la isla Rábida (Bulimulus (Naesiotus) rabidensis), que no se veían desde que se recolectaron hace más de 100 años. A esto le siguió, en 2012, el Proyecto de restauración de las Islas Pinzón y Plaza Sur, que beneficia principalmente a la tortuga gigante de Pinzón, Opuntia galapageia y a la iguana terrestre de Galápagos. Como resultado del proyecto, las tortugas gigantes de Pinzón nacieron de huevos y sobrevivieron en la naturaleza por primera vez en más de 150 años. En 2019, la Dirección del Parque Nacional Galápagos junto con Island Conservation utilizaron drones para erradicar ratas invasoras de la isla Seymour Norte; esta fue la primera vez que se utilizó un recurso de este tipo en vertebrados en estado salvaje. Se espera que esta innovación abra el camino para que en el futuro las erradicaciones de especies invasoras sean más asequibles en islas pequeñas y medianas.
 El foco de atención actual en Ecuador es la Isla Floreana, con 55 especies amenazadas presentes de la Unión Internacional para la Conservación de la Naturaleza y 13 especies extirpadas que podrían reintroducirse después de que los mamíferos invasores sean erradicados. Los socios incluyen: la Fundación benéfica de Leona M. y Harry B. Helmsley, el Ministerio de Medio Ambiente (Dirección del Parque Nacional Galápagos, Agencia de Bioseguridad de Galápagos), el Ministerio de Agricultura, el Consejo Parroquial de Floreana y el Consejo de Gobierno de Galápagos.
En 2009, en Chile, Island Conservation inició colaboraciones formales con la Corporación Nacional Forestal (CONAF), la institución de áreas protegidas del país, para una mayor restauración de las islas bajo su administración. En enero de 2014, finalizó el Proyecto de restauración de la Isla Choros que benefició al Pingüino de Humboldt, al Potoyunco peruano y al sector del ecoturismo local. El objetivo del trabajo futuro incluye la Reserva nacional Pingüino de Humboldt y el Archipiélago Juan Fernández.

### Innovación en conservación
Desde sus inicios, Island Conservation se ha enorgullecido de innovar sus herramientas y su enfoque para los proyectos de erradicación. Island Conservation realizó su primera erradicación mediante aspersión aérea con helicóptero en la isla de Anacapa en 2001, perfeccionando la tecnología desarrollada en Nueva Zelanda para la agricultura y el control de plagas, y desde entonces se ha reproducido en más de 10 proyectos internacionales de restauración de islas. Island Conservation ha desarrollado prácticas para mantener especies nativas en cautiverio con el fin de volver a liberarlas y mitigar los riesgos para las especies, incluida la captura y liberación exitosa de ratones endémicos en Anacapa y de halcones en Pinzón.
En 2010, Island Conservation se asoció con la Sociedad Protectora de Animales de EE. UU. para retirar a los gatos asilvestrados de la isla de San Nicolás y reubicarlos en un santuario en California continental. Las nuevas herramientas, incluidos un sistema de control de trampas a distancia, un sistema digital de recopilación de datos y herramientas de apoyo para la toma de decisiones estadísticas and statistical decision support tools mejoraron el carácter humano de los métodos de eliminación, redujeron el costo del proyecto y el tiempo para declarar el éxito.
Luego de una serie de intentos fallidos de erradicación en 2012, Island Conservation dirigió a un grupo de expertos internacionales para identificar los retos en las islas tropicales lo que dio lugar a prácticas recomendadas para la erradicación de roedores tropicales, lo que dio lugar a prácticas recomendadas para la erradicación de roedores tropicales.[62] La puesta en práctica de estas lecciones, luego de un intento fallido en la isla de Desecheo en 2017, resultó en un éxito.
Island Conservation dirigió una exploración del horizonte en 2015 que identificó los drones, el biocontrol genético y la transformación de conflictos como innovaciones críticas para aumentar la magnitud, el alcance y el ritmo de la erradicación de roedores. Desde este ejercicio, Island Conservation formó la asociación Control Biológico Genético de Roedores Invasores (GBIRd) para explorar con cautela el desarrollo de tecnologías genéticas seguras y éticas y evitar extinciones, apoyó enfoques sostenibles impulsados por la comunidad para proyectos de conservación y realizó la primera erradicación de ratas con drones del mundo. El objetivo actual del programa Conservation Innovation es promover métodos que aumenten la seguridad, reduzcan los costos y mejoren la viabilidad de la erradicación de vertebrados invasores en las islas.